# 関西電気保安協会
一般財団法人関西電気保安協会（かんさいでんきほあんきょうかい）は、近畿地方2府4県の企業・家庭向けに電気の点検・保安業務を行っている一般財団法人。

## 協会概要
- 設立：1965年12月1日
- 理事長：北尾 伸二

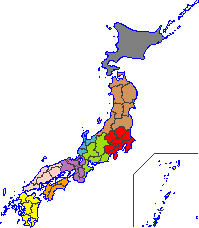
関西電気保安協会の業務区域（紫色に塗られた2府4県）

- 本店：大阪府大阪市北区中之島三丁目3番23号　中之島ダイビル
- 支店：大阪府・京都府・兵庫県・滋賀県・奈良県・和歌山県

## 業務内容
- 各種電気設備の安全点検
- 企業向け各種電気設備保安・監視
- 各種電気設備取り付け・修理・新設相談
- 電気系資格技術講習会
- 電気を安全に使用するための広報業務
- 関西電力との連携業務

## CM
関西電気保安協会は、ユニークなテレビCMを放送していることで知られる。初期のCMは堀井博次と川崎徹が手がけた。CMの内容は、実際に協会に勤務する現場作業スタッフが出演し、協会の事業紹介や電気の安全について若干のジョークを交えて伝える真面目なものだが、出演スタッフたちのぎこちない素人演技が観る者の笑いを誘う。
CMの最後には、「♪かんさい〜でんきほ〜あんきょ〜かい」と男性コーラスによる独特の節回しのサウンドロゴが入る（サウンドロゴが無いCMバージョンも過去に存在する）。このサウンドロゴは何回か更新されており、作業スタッフ一同による「一発録り」のものや若干キーが高いものが存在するなど細かな違いはあるが、音階は20年以上ほぼ変わっていない。また、このサウンドロゴ自体が登録商標（第5833009号）となっている。
なお、よく誤解されるがキダ・タローの作曲ではない。
全日本CMフェスティバル受賞作品が8本あり、受賞作品と現行放送中のCMは協会の公式サイトで視聴できる。
「大阪人は“関西電気保安協会”という言葉を、節をつけずに普通に言えるか？」というネタが2008年2月29日放送の『探偵!ナイトスクープ』（朝日放送テレビ）で取り上げられたのをはじめ、関西ローカルのテレビ番組で度々取り上げられるほど、関西電気保安協会のCMは関西圏で周知されており、CM（とりわけサウンドロゴ）が協会の知名度・イメージ向上および協会の目的「電気の安全利用のための啓発」に貢献していると言える。
2021年現在、CMは在阪民放各局で放送されており、公式サイトにはCMの放送スケジュールを詳細に記した予定表がある。過去にはCMの映像を使ったスクリーンセーバーも配布されていた。